# Art Gilkey
Art Gilkey (Arthur Karr Gilkey 1926 – 1953) est un géologue et alpiniste américain. 

## Biographie

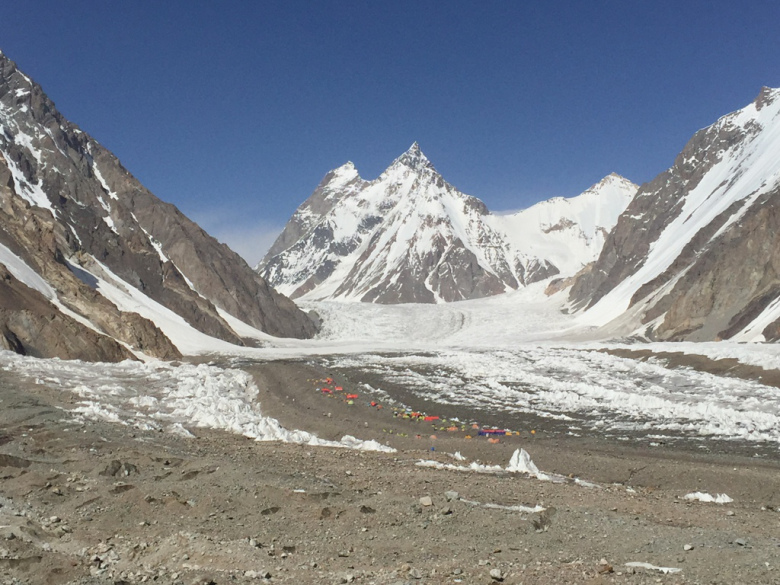
Camp de base du K2 de nos jours.

Art Gilkey nait le 25 septembre 1926 dans le Colorado. Il grandit puis étudie la géologie dans l'Iowa. Il intègre la Navy à la fin de la Seconde Guerre mondiale puis reprend ses études de géologie.
Il explore l'Alaska les étés de 1950 et 52, pour des recherches géologiques et passe sa thèse de doctorat.
Choisi au milieu de cinquante candidats pour une expédition de huit hommes organisée par le docteur Charles Houston (en) et Robert Bates (en), il part gravir le K2 en 1953 ; il arrive au Pakistan fin mai. Il faut deux mois pour acheminer l'équipement au camp de base et s'acclimater. L'ascension commence début août. Confiné neuf jours en haute altitude au camp VIII à cause d'une tempête, il est mal en point à l'issue de cette période d'attente, déshydraté, et tombe face contre terre, inconscient, en sortant de sa tente, il souffre de thrombophlébite et doit redescendre. Proche du sommet, l'ensemble de l'équipe choisit d'abandonner l'ascension pour s'occuper au plus vite de Gilkey malgré la météo désastreuse et les risques d'avalanche compliquant la descente.
Jusque là porté par ses camarades de cordée sur un brancard, il meurt mi-août 1953 au camp VII du K2 lors de la troisième expédition américaine « Karakoram », sa première en Himalaya. Alors que ses coéquipiers sont occupés, les conditions de sa mort restent sans certitude entre le fait qu'il ait été emporté par une avalanche ou le suicide bien qu'il soit sous morphine mais conscient. En août 1993, une partie de ses os et de son équipement sont retrouvés par une expédition anglaise ; ses restes sont inhumés à Ames et ses affaires exposées au Eddie Bauer Museum à Portland.
Le « mémorial Gilkey », où reposent de nombreux alpinistes morts au niveau du camp de base I de cette montagne, porte son nom. C'est un tas de pierres avec des dizaines d'assiettes et de couvercles de casseroles qui citent plus de 80 morts.